# TvN 수목 드라마

tvN 수목 드라마는 tvN에서 매주 수요일부터 목요일에 방송 중인 드라마 프로그램이다.

## 개요
미니 시리즈 드라마 형식으로 방송 중이다.
《제3병원》 종영 이후   케이블 채널 흥행 특성상 드라마 프로그램 편성에 차질을 빚은 탓에 《막돼먹은 영애씨 11》, 《롤러코스터2》에서 독립한 《푸른거탑》을 방송·편성하면서 수목 드라마 시간대 공백을 채웠다.
2025년 하반기부터 다시 재개될 예정이다.

## 방송 시간
| 방송 채널 | 방송 기간                           | 방송 시간                           | 방송 분량 |
| --------- | ----------------------------------- | ----------------------------------- | --------- |
| tvN       | 2011년 4월 13일 ~ 2011년 6월 2일    | 매주 수요일 ~ 목요일 오후 9시 10분  |           |
| tvN       | 2012년 2월 15일 ~ 2012년 11월 8일   | 매주 수요일 ~ 목요일 오후 11시      |           |
| tvN       | 2017년 7월 26일 ~ 2017년 9월 28일   | 매주 수요일 ~ 목요일 오후 10시 50분 |           |
| tvN       | 2017년 10월 11일 ~ 2017년 11월 16일 | 매주 수요일 ~ 목요일 오후 9시 30분  |           |
| tvN       | 2017년 11월 22일 ~ 2018년 1월 18일  | 매주 수요일 ~ 목요일 오후 9시 10분  |           |
| tvN       | 2018년 1월 24일 ~ 2020년 3월 5일    | 매주 수요일 ~ 목요일 오후 9시 30분  |           |
| tvN       | 2020년 3월 11일 ~ 2020년 9월 23일   | 매주 수요일 ~ 목요일 오후 10시 50분 |           |
| tvN       | 2020년 10월 7일 ~ 2021년 7월 15일   | 매주 수요일 ~ 목요일 오후 10시 30분 |           |
| tvN       | 2021년 8월 4일 ~ 2021년 9월 9일     | 매주 수요일 ~ 목요일 오후 10시 50분 |           |
| tvN       | 2021년 9월 22일 ~ 2023년 5월 18일   | 매주 수요일 ~ 목요일 오후 10시 30분 |           |

## 프로그램 리스트
- 아래 프로그램은 2002년 11월 이후 시청 가능 연령을 표시하는 드라마 프로그램 등급 제도를 의무적으로 시행하여 현재까지 이어지고 있습니다.
- 2017년 3월 1일부터 TV 프로그램 등급 표시 외에 주제, 폭력성, 선정성, 언어, 모방 위험 등 분류 사유 표시를 의무적으로 시행하고 있습니다.

### 2010년대

#### 2011년
- 《MANNY》 : 2011년 4월 13일 ~ 2011년 6월 2일

#### 2012년
- 《일년에 열두남자》 : 2012년 2월 15일 ~ 2012년 4월 5일
- 《인현왕후의 남자》 : 2012년 4월 18일 ~ 2012년 6월 7일
- 《로맨스가 필요해 2012》 : 2012년 6월 20일 ~ 2012년 8월 9일
- 《제3병원》 : 2012년 9월 5일 ~ 2012년 11월 8일

#### 2017년
- 《크리미널 마인드》 : 2017년 7월 26일 ~ 2017년 9월 28일
- 《부암동 복수자들》 : 2017년 10월 11일 ~ 2017년 11월 16일
- 《슬기로운 감빵생활》 : 2017년 11월 22일 ~ 2018년 1월 18일

#### 2018년
- 《마더》 : 2018년 1월 24일 ~ 2018년 3월 15일
- 《나의 아저씨》 : 2018년 3월 21일 ~ 2018년 5월 17일
- 《김비서가 왜 그럴까》 : 2018년 6월 6일 ~ 2018년 7월 26일
- 《아는 와이프》 :  2018년 8월 1일 ~ 2018년 9월 20일
- 《하늘에서 내리는 1억 개의 별》 : 2018년 10월 3일 ~ 2018년 11월 22일
- 《남자친구》 : 2018년 11월 28일 ~ 2019년 1월 24일

#### 2019년
- 《진심이 닿다》 : 2019년 2월 6일 ~ 2019년 3월 28일
- 《그녀의 사생활》 : 2019년 4월 10일 ~ 2019년 5월 30일
- 《검색어를 입력하세요 WWW》 : 2019년 6월 5일 ~ 2019년 7월 25일
- 《악마가 너의 이름을 부를 때》 : 2019년 7월 31일 ~ 2019년 9월 19일
- 《청일전자 미쓰리》 : 2019년 9월 25일 ~ 2019년 11월 14일
- 《싸이코패스 다이어리》 : 2019년 11월 20일 ~ 2020년 1월 9일

### 2020년대

#### 2020년
- 《머니 게임》 : 2020년 1월 15일 ~ 2020년 3월 5일
- 《메모리스트》 : 2020년 3월 11일 ~ 2020년 4월 30일
- 《오 마이 베이비》 : 2020년 5월 13일 ~ 2020년 7월 2일
- 《악의 꽃》 : 2020년 7월 29일 ~ 2020년 9월 23일
- 《구미호뎐》 : 2020년 10월 7일 ~ 2020년 12월 3일
- 《여신강림》 : 2020년 12월 9일 ~ 2021년 2월 4일

#### 2021년
- 《마우스》 : 2021년 3월 3일 ~ 2021년 5월 19일
- 《간 떨어지는 동거》 : 2021년 5월 26일 ~ 2021년 7월 15일
- 《더 로드: 1의 비극》 : 2021년 8월 4일 ~ 2021년 9월 9일
- 《홈타운》 : 2021년 9월 22일 ~ 2021년 10월 28일
- 《멜랑꼴리아》 : 2021년 11월 10일 ~ 2021년 12월 30일

#### 2022년
- 《킬힐》 : 2022년 3월 9일 ~ 2022년 4월 21일
- 《살인자의 쇼핑목록》 : 2022년 4월 27일 ~ 2022년 5월 19일
- 《이브》 : 2022년 6월 1일 ~ 2022년 7월 21일
- 《아다마스》 : 2022년 7월 27일 ~ 2022년 9월 15일
- 《월수금화목토》 : 2022년 9월 21일 ~ 2022년 11월 10일
- 《유미의 세포들 2》 : 2022년 11월 16일 ~ 2022년 12월 29일

#### 2023년
- 《조선정신과의사유세풍2》 : 2023년 1월 11일 ~ 2023년 2월 9일
- 《성스러운 아이돌》 : 2023년 2월 15일 ~ 2023년 3월 23일
- 《스틸러 : 일곱 개의 조선통보》 : 2023년 4월 12일 ~ 2023년 5월 18일

## 경쟁 프로그램
- KBS 2TV 수목 드라마
- MBC 수목 드라마
- SBS 수목 드라마
- TV조선 수목 드라마
- JTBC 수목 드라마
- 채널A 수목 드라마
- MBN 수목 드라마
- ENA 수목 드라마